# UFC on ESPN: Ngannou vs. Velasquez
UFC on ESPN: Ngannou vs.Velasquez (también conocido como UFC on ESPN 1) fue un evento de artes marciales mixtas producido por Ultimate Fighting Championship que se llevó a cabo el 17 de febrero de 2019 en el Talking Stick Resort Arena en Phoenix, Arizona, Estados Unidos.

## Historia
Una pelea de peso pesado entre el ex campeón de peso pesado de UFC Caín Velásquez y Francis Ngannou encabezó el evento.
Como resultado de la cancelación de UFC 233, las peleas entre Cortney Casey y Cynthia Calvillo, James Vick y Paul Felder, Benito López y Manny Bermúdez y Aleksandra Albu y Emily Whitmire respectivamente, fueron reprogramadas para este evento.
Se esperaba que la ex campeona de peso gallo de Invicta FC Lauren Murphy enfrentara a Ashlee Evans-Smith en el evento. Sin embargo, el 19 de diciembre, Murphy anunció que necesitaría más tiempo para recuperarse de una cirugía y no podría asistir a este evento. El 20 de diciembre, se informó que Andrea Lee reemplazaría a Murphy contra Evans-Smith.
En el pesaje, Manny Bermudez (140 lbs), Renan Barao (138 lbs) y Jessica Penne (118 lbs) no dieron el peso para sus respectivas peleas, Bermudez fue multado con el 30% de su salario mientras que Barao y Penne fueron multados con el 20%. Todos los combates procederan en el peso acordado respectivamente.
La excampeona peso átomo de Invicta FC, Jessica Penne enfrentaría a Jodie Esquibel en el evento. Sin embargo, en la mañana del evento Penne sufrió una lesión en el tobillo y la pelea fue abruptamente cancelada.

## Bonificaciones
Los siguientes peleadores recibieron $50,000 en bonos:
- Pelea de la Noche: Vicente Luque vs. Bryan Barberena
- Actuiación de la Noche: Kron Gracie y Luke Sanders